# Radio Sinfonie Orchester Spanien

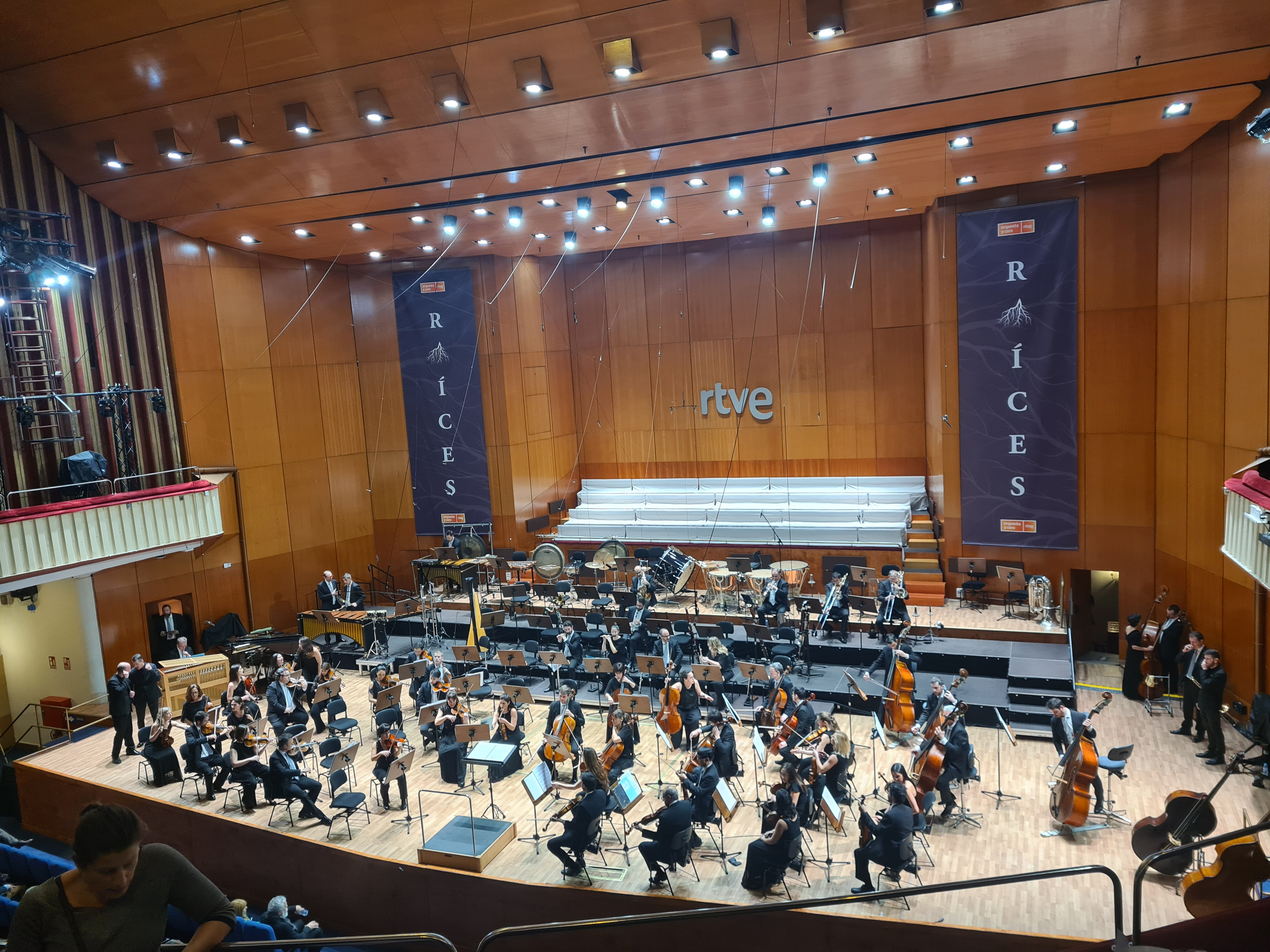
Radio Sinfonie Orchester Spanien

Das Radio Sinfonie Orchester Spanien, spanisch (Orquesta Sinfónica de Radio Televisión Española), 1965 auf Initiative Igor Markevitchs gegründet., ist das Sinfonieorchester der spanischen öffentlich-rechtlichen Rundfunk- und Fernsehanstalt RTVE. Hauptspielstätte ist das Teatro Monumental Madrid in Madrid.

## Dirigenten
- Miguel Ángel Gómez Martínez (2016–2019)
- Carlos Kalmar (2011–2016)
- Adrian Leaper (2001–2010)
- Enrique García Asensio (1998–2001)
- Sergiu Comissiona (1990–1998)
- Arpad Joó (1988–1990)
- Miguel Ángel Gómez Martínez (1984–1987)
- Odón Alonso (1968–1984)
- Enrique García Asensio (1965–1984)
- Antoni Ros-Marbà (1965–1967)

## Erste Gastdirigenten
- Miguel Ángel Gómez Martínez
- Antoni Ros-Marbà (1988–1991)
- David Shallon (1997–1999)